# Slag bij Döffingen

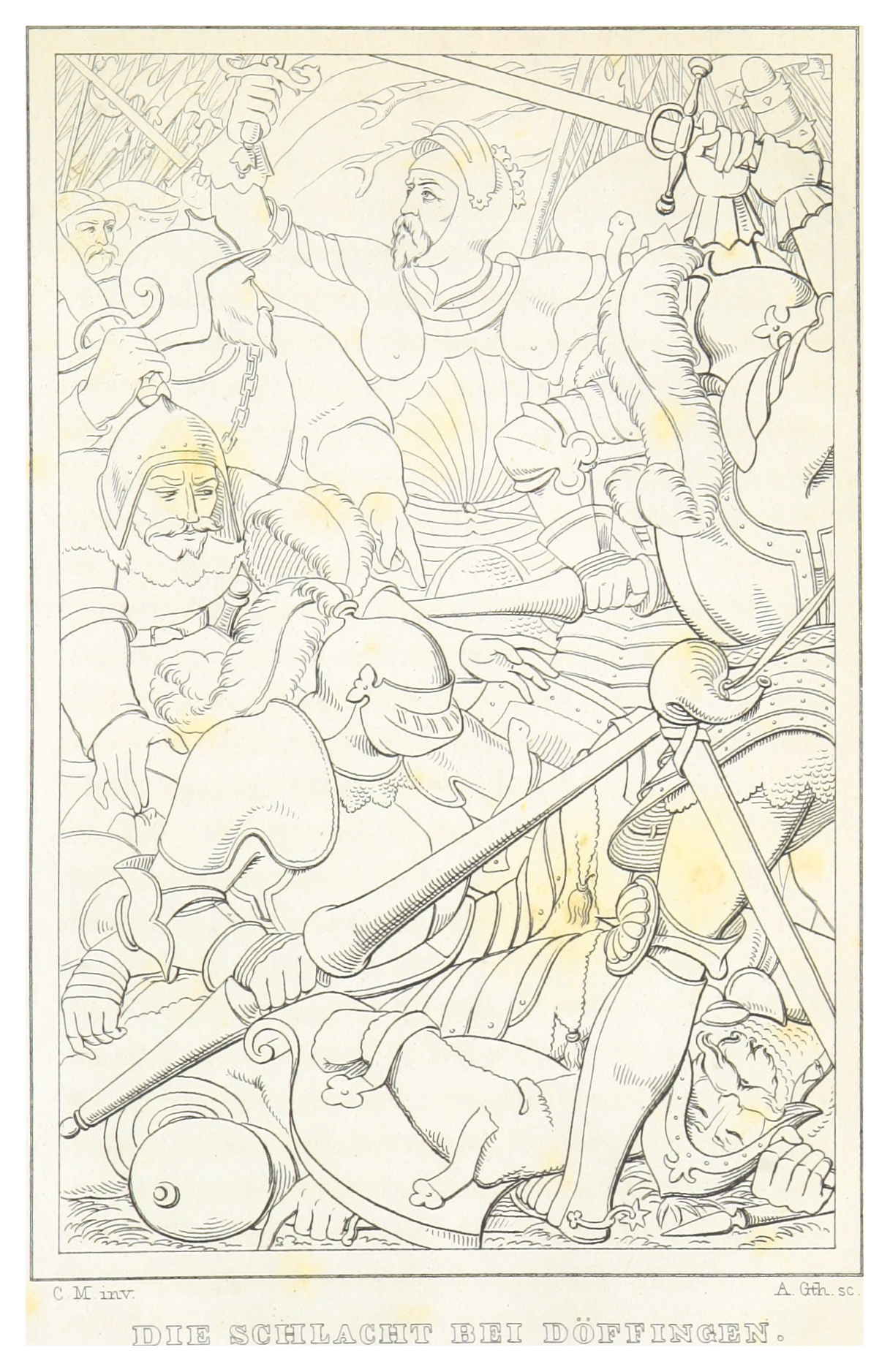
De Slag bij Döffingen

De Slag bij Döffingen vond plaats op 23 augustus 1388 en betekende het einde van een reeks vijandelijkheden, zoals de slag bij Reutlingen van 1377, tussen de Zwabische stedenbond (aangevoerd door Ulm en Augsburg) en de ridder- en vorstenbond, die onder de invloed stond van graaf Everhard II van Württemberg. Aan zijn zijde streden ook Ruprecht I van de Palts en Frederik V van Neurenberg. De slag vond plaats in Döffingen, een deel van Grafenau. De slag eindigde in een nederlaag voor de steden. In de strijd sneuvelde Ulrich, de zoon van Everhard.